# Ettore Fieramosca (sous-marin)
Pour les articles homonymes, voir Ettore Fieramosca (homonymie).
Le Ettore Fieramosca est un sous-marin en service dans la Regia Marina à la fin des années 1920 et ayant servi pendant la Seconde Guerre mondiale.,
Le navire est nommé en hommage à Ettore Fieramosca, un condottiere italien du XVIe siècle.

## Construction
Le Ettore Fieramosca a été conçu par la firme Bernardis et devait être un croiseur sous-marin qui transportait un hydravion dans un hangar étanche et un canon de 203 mm (8 pouces) ; une telle conception était dérivé de la classe Pisani et inspirée sur le principe du croiseur sous-marin Surcouf (bien que plus grand), alors en construction en France. Plusieurs prototypes d'hydravions ont été conçus mais non déployés et le hangar a été retiré en 1931. Le canon de pont était initialement un modèle OTO de 120 mm (5 pouces) de calibre 27 de 1924, mais il a été remplacé plus tard par un modèle OTO de 120 mm de calibre 45 de 1931.
Cependant, le Ettore Fieramosca s'est avéré plutôt surdimensionné pour son armement, plus lent que prévu (la vitesse prévue de 20 nœuds (37 km/h) en surface n'a jamais été atteinte) et peu maniable, tant en surface que sous l'eau ; son coût énorme et son endurance plutôt faible ont fait que les projets de construction d'autres sous-marins selon les mêmes plans ont été mis en suspens.
Le Ettore Fieramosca déplacait 1 556 tonnes en surface et 1 965 tonnes en immersion. Ce sous-marins mesurait 82,46 mètres de long, avait une largeur de 8,04 mètres et un tirant d'eau de 5,3 mètres. Ils avaient une profondeur de plongée opérationnelle de 100 mètres. Leur équipage comptait 78 officiers et soldats.
Pour la navigation de surface, les sous-marins étaient propulsés par deux moteurs diesel de 2 750 chevaux-vapeur (2 024 kW), chacun entraînant un arbre d'hélice. En immersion, chaque hélice était entraînée par un moteur électrique de 1 000 chevaux-vapeur (736 kW). Ils pouvaient atteindre 15 nœuds (28 km/h) en surface et 8 nœuds (15 km/h) sous l'eau. En surface, il avait une autonomie de 5 300 milles nautiques (9 300 km) à 9 nœuds (17 km/h); en immersion, elle avait une autonomie de 90 milles nautiques (166 km) à 3 nœuds (5,6 km/h).
Les sous-marins étaient armés de 8 tubes lance-torpilles de 53,3 centimètres (21 pouces), 4 à l'avant et 4 à l'arrière, pour lesquels ils transportaient un total de 14 torpilles. Ils étaient également armés d'un seul canon de pont de 120 millimètres (4 pouces) à l'avant de la tour de contrôle (kiosque) pour le combat en surface. Leur armement anti-aérien consistait en 4 mitrailleuses Breda Model 1931 de 13,2 mm.

## Vie opérationnelle
Créé en 1926, il aurait dû être un sous-marin-croiseur de grandes dimensions et à l'armement puissant: avec un déplacement en immersion d'un peu moins de 2 000 tonnes, il aurait été armé d'un canon de 203 mm, de 4 mitrailleuses, de 6 tubes lance-torpilles de 533 mm et de 2 tubes mouilleurs de mines, avec des aménagements pour transporter 24 mines. Il aurait également été équipé d'un petit hangar pour accueillir un hydravion, (type Piaggio P.8 et Macchi M.53)
Cependant, au cours de la construction, on s'est rendu compte qu'un sous-marin présentant ces caractéristiques aurait eu des coûts et une complexité énormes et qu'il aurait été peu utilisable. C'est pourquoi il a été décidé d'éliminer, avant l'achèvement, le canon de 203 mm (remplacé par un de 120 mm) et les deux tubes de mine (remplacés par deux autres tubes de torpille de 533 mm), ainsi que l'hydravion et son hangar,.
Il s'agissait essentiellement d'un sous-marin conventionnel, mais certainement surdimensionné. De plus, il a valu le surnom de "Fieroguaio" pour ses défaillances continues (parmi lesquelles, lors d'une mission en 1940, une explosion qui a dévasté certaines pièces et a fait plusieurs victimes), qui s'ajoutaient à une mauvaise stabilité (tant en surface qu'en altitude) et à une mauvaise maniabilité.
L'année de son lancement, le Fieramosca  était considéré comme le plus grand sous-marin de la Marine royale italienne avec un déplacement de 1 500 tonnes. Il pouvait développer une vitesse de 19 nœuds en surface et de 10 nœuds sous l'eau.
Entre 1936 et 1937, il a participé clandestinement à la guerre civile d'Espagne, accomplissant deux missions pour un total de 32 jours, réalisant 12 attaques. Le 27 décembre 1936, il lance trois torpilles sur le croiseur républicain espagnol Méndez Núñez, qui se déplace avec une escorte de deux destroyers, mais ne parvient pas à le toucher,. Les 8 et 9 février 1937, il a bombardé au canon le port de Barcelone, causant de légers dommages au pétrolier Zorrosa (4 600 tonneaux),.
À l'entrée de l'Italie dans la Seconde Guerre mondiale, il se trouvait au large des côtes françaises, mais il est revenu à La Spezia le 14 juin sans avoir repéré de navires ennemis. Il a effectué une deuxième mission infructueuse au large de Toulon entre le 19 et le 25 juin, avortée car l'éclatement d'une batterie avait causé de graves dégâts et plusieurs victimes,,.
Il est ensuite affecté, à partir du 15 octobre 1940, à l'école de sous-marins de Pula pour laquelle il effectue 28 missions d'entraînement jusqu'au 10 avril 1941, date à laquelle il est désarmé,,.
Le 18 octobre 1946, il a été radié puis mis au rebut,,. Tout au long de la guerre, il a effectué 31 missions (28 entraînements, 2 offensives, un exercice).